# ルナ (韓国の歌手)
ルナ（朝: 루나、英: Luna、本名：パク・ソニョン（朴 善英、박선영）、1993年8月12日 - ）は、大韓民国・ソウル特別市出身の歌手。アイドルグループf(x)のメンバー。

## 人物
- f(x)ではメインボーカル、メインダンサーを担当。
- 中央大学校公演映像創造作学部に在籍。
- 兄と双子の姉がいる。
- ソウル特別市で生まれ、小学生の時は慶尚北道聞慶市に住んでいた。SMエンタテインメントにスカウトされ、練習生になるためソウルに戻った。

## 音楽作品

### ミニアルバム
| No. | タイトル      | 収録曲                                                                                |
| --- | ------------- | ------------------------------------------------------------------------------------- |
| １  | Free Somebody | - Free Somebody - Breathe - Keep On Doin' - 예쁜 소녀 (I Wish) - Galaxy - My Medicine |

### デジタルシングル
- 2018年4月24日「그런 밤(Night Reminiscin')」
- 2019年1月4日 「운다고 (Even So) 」
- 2021年10月6日 「Madonna」

### SM STATION
- 2016年「Wave」- アンバー
- 2016年「Heartbeat」- アンバー
- 2016年「그대라서 (It’s you) 」- シン・ヨンジェ
- 2018年「Lower」- アンバー
- 2018年「Free Somebody (with everysing) 」

### フィーチャリング
- 2009年「Get Down」- SHINee
- 2014年「Dream Drive」- Play The Siren
- 2016年「사랑이었다(愛だった)」- ZICO
- 2016年「My Time」- ハイライト
- 2018年「Still」- NakJoon

### OST
- 2009年 「天下無敵 イ・ピョンカン」 - 「어렵고도 쉬운」(With.クリスタル)
- 2010年 「勉強の神」 - 「날개를 펴고」(With.アンバー)
- 2010年 「シンデレラのお姉さん」 - 「불러본다」(With.クリスタル)
- 2010年 「結婚してください」 - 「美しい日」
- 2010年 「プレジデント」-「君を愛して」」(With.イェソン)
- 2012年 「清潭洞アリス」 - 「It`s Okay」
- 2012年 「花ざかりの君たちへ」-「It's Me」
- 2013年 「The Croods 」-「Shine Your Way」
- 2013年 「ハイスクール・ミュージカル」-「Start Of Something New」
- 2015年 「キールミー・ヒールミー」-「Healing Love」
- 2015年 「客主〜商売の神〜」 - 「그대만 살아서 (Only You)」
- 2017年 「恋する泥棒」 - 「Where Are You」
- 2017年 「王を愛する」 - 「말해줄래요(Could You Tell Me)」
- 2018年 「キスを先にしましょうか？」-「Is it Love」
- 2018年 「プレーヤー」-「Bluffing」
- 2020年 「Forest」-「Take Me Now」

#### その他
- 2015年「私は大丈夫」- Ailee、ウンジ(A Pink)ソラ(MAMAMOO)　※2015年歌謡大祭
- 2017年 「HONEY BEE」 - ハニ(EXID)、ソラ(MAMAMOO)

## 出演

### ミュージカル
- 2011年　「キューティ・ブロンド」- エル・ウッズ役
- 2011年　「コヨーテ・アグリー」- バイオレット役
- 2013年　「ハイスクール・ミュージカル」- ガブリエラ・モンテス役
- 2015年　「ホログラムスクールウォーズ」- デヴィッド役
- 2015年　「イン・ザ・ハイツ」- ダイナ役
- 2017年　「レベッカ」- わたし役
- 2018年　「The Last Kiss」- Mary Baroness Vetcera役
- 2018年　「風と共に去りぬ」- スカーレット・オハラ役
- 2019年　「マンマ・ミーア」- ソフィ役
- 2020年　「マンマ・ミーア」- ソフィ役

### ドラマ
- 2011年 TV朝鮮『アンニョン! コ・ボンシルさん』 - ソ･イニョン役

### バラエティ
- 2012年 KBS2『不朽の名曲：伝説を歌う』[1]
- 2014年　MBC Music 「ダンスバトルコリア」MC
- 2015年　MBC「覆面歌王」
- 2016年　MBC「デュエット歌謡祭」
- 2016年　OnStyle「Get It Beauty 2016」

### 映画
- 2016年 『イナズママン』 - ハンナ役[2]